# Паспорт громадянина США
Паспорт громадянина США – документ, що засвідчує громадянство США за кордоном Державним департаментом. На синьому лицьовому боці зображено Велику печатку США.
Видається після подання заяви та сплати мита, відповідно до Закону про громадянство особам, що народилися або натуралізованим у Сполучених Штатах, а також народилися на острівних територіях Пуерто-Ріко, Гуама, Американських Віргінських та Північних Маріанських островів (з 16 років — зазвичай на десяти, від 15 і нижче — на п'ятирічний). Американське законодавство не визнає подвійне громадянство, але й не забороняє громадянам США мати друге громадянство, але вони можуть перетинати кордон США лише за паспортом США.
Існує п'ять видів паспортів США: звичайний, службовий, офіційний, дипломатичний, звичайний зі спеціальними мітками («no-fee», наприклад моряків). Крім повноцінного паспорта існує також ідентифікаційна Паспортна карта США, що дозволяє подорожувати землею і морем між країнами ініціативи WHTI — США, Канадою, Мексикою та низкою острівних держав західної півкулі.

## Візові вимоги

Візові вимоги для громадян США — власників звичайного паспорта
США
Свобода пересування
Безвізовий режим
Віза по прибуттю
eVisa
Віза доступна по прибуттю та онлайн
Потрібна віза
Відвідування країни заборонене урядом США